# Discovery (다프트 펑크의 음반)
| 전문가 평가          | 전문가 평가 |
| 총 점수              | 총 점수     |
| 출처                 | 점수        |
| -------------------- | ----------- |
| 메타크리틱           | 74/100      |
| 평가 점수            |             |
| 출처                 | 점수        |
| AllMusic             | [ 2 ]       |
| Entertainment Weekly | B           |
| The Guardian         | [ 4 ]       |
| Mixmag               | [ 5 ]       |
| NME                  | 9/10        |
| Pitchfork            | 6.4/10      |
| Q                    | [ 8 ]       |
| Rolling Stone        | [ 9 ]       |
| Spin                 | 8/10        |
| The Village Voice    | C+          |

《Discovery》는 프랑스의 전자 음악 듀오 다프트 펑크의 두 번째 스튜디오 음반으로, 2001년 2월 26일 프랑스에서 발매되었으며 2001년 3월 12일 버진 레코드가 발매하였다. 이것은 그들의 첫 스튜디오 음반인 《Homework》(1997년)에 널리 퍼진 시카고 하우스 사운드가 디스코, 포스트 디스코, 개러지 하우스, 그리고 R&B에서 더 강한 영감을 받은 하우스 스타일로 바뀐 것을 의미한다. 그들의 스타일적인 접근 방식을 그들의 이전 음반과 비교하면서, 밴드 멤버 토마 방갈테르는 《Discovery》를 노래 구조와 음악적 형태에 대한 탐구라고 묘사했고, 반면에 《Homework》는 "원시적인" 전자 음악이었다. 그는 또한 《Discovery》를 그들이 좀 더 장난스럽고 순수한 시각으로 음악을 들었을 때, 이 두 사람의 어린 시절 추억의 반영이라고 묘사했다.
이 음반은 1998년과 2000년 사이에 파리에 있는 방갈테르의 집에서 녹음되었다. 이 음반은 광범위한 샘플링을 특징으로 하며, 다른 음반들은 라이브 악기를 연주하는 다프트 펑크에 의해 녹음된 반면, 이전 음반의 샘플은 거의 없었다. 동료 일렉트로닉 뮤지션인 로만토니, 토드 에드워즈, DJ 스니크는 음악적으로나 서정적으로 몇몇 곡들을 공동 작업했다. 이 음반의 뮤직 비디오를 위해, 이 그룹은 공상 과학 소설을 엔터테인먼트 산업과 병합하는 것을 포함하는 개념을 개발했다. 어린 시절 일본 애니메이션에 대한 사랑에 고무된 이 듀오는 마츠모토 레이지와 협력하여 《Discovery》 전체를 사운드트랙으로 한 애니메이션 영화인 《인터 스텔라 5555》를 제작했다. 그 영화는 대화도 없고 음향 효과도 거의 없다.
《Discovery》의 발매를 앞두고, 이 듀오는 로봇 의상을 채택했고, 그들이 스튜디오에서 사고로 인해 로봇이 되었다고 주장했다. 그들은 또한 전용 트랙과 다른 보너스 자료를 특징으로 하는 웹사이트인 다프트 클럽을 시작했다. 《Discovery》는 발매와 동시에 국제적으로 여러 차트에서 정점을 찍으며 중요한 상업적 성공을 거두었다. 비평가들은 다프트 펑크가 《Homework》에서 했던 것과 같은 방식으로 하우스 음악계를 혁신했다고 칭찬했다. 이 음반은 6개의 싱글을 탄생시켰고, 로만토니가 수록된 〈One More Time〉이 가장 성공적이었고, 클럽 히트곡이 되었다.

## 배경
데뷔 음반 《Homework》가 발매된 후, 토마 방갈테르와 기마누엘 드 오멩크리스토는 1997년 대부분의 시간을 Daftendirektour에서 보냈다. 1998년 상반기 동안, 이 듀오는 비디오 콜렉션인 《D.A.F.T.: A Story About Dogs, Androids, Firemen and Tomatoes》를 작업하면서 그들 자신의 개인 레이블에 초점을 맞추었다. 1999년과 2000년, 그들의 시간은 그들 자신의 레이블에 맞는 음악을 만드는 것과 《Discovery》 녹음으로 나뉘었다. 방갈테르는 《Homework》가 다른 많은 아티스트들에게 영향을 주어 그들의 사운드를 흉내내도록 했고, 다프트 펑크가 그들 자신을 더 잘 구별하기 위해 다른 방향을 추구하도록 자극했다고 언급했다.

## 녹음
《Discovery》는 프랑스 파리에 있는 방갈테르의 집에 있는 이 듀오의 스튜디오인 다프트 하우스에서 녹음되었다. 다프트 펑크는 1998년에 음반 작업을 시작하여 2년 동안 음반을 프로듀싱하였다. 방갈테르와 드 오멩크리스토는 그들의 데뷔 음반 《Homework》과 비슷한 과정으로 음악을 함께 만들었다. 비록 그들이 《Homework》에 가지고 있는 것과 같은 장비를 사용했지만, 그 듀오는 그들의 이전 작품보다 더 간결한 트랙을 녹음하려고 노력했다. 《Discovery》의 경우 아카이 MPC, E-mu SP-1200, 오버하임 DMX, 린드럼을 포함한 다양한 샘플러와 합성기를 사용했다. 서퀜셜 서컷스 드럼 패턴이 특징인 〈Short Circuit〉 트랙은 다프트 펑크의 1997년 라이브 세트에서 이미 청취되었다. 보코더는 롤랜드 SVC-350과 디지털 기술 보컬리스트를 사용하였다. 음반의 프로듀싱은 또한 오토튠과 로직의 초기 버전이 포함된 PC를 통합했다. 《Discovery》의 모든 트랙은 서로 다른 위상 편이기를 사용한다. 이 음반은 또한 《Homework》를 마스터드한 나일시 파텔에 의해 마스터되었다.
《Discovery》 세션에서 나온 첫 번째 트랙 중 하나인 〈One More Time〉은 1998년에 완성되었고 2000년에 싱글 발매될 때까지 "선반 위에 앉아" 있었다. 음반 제작 초기에 〈Too Long〉을 완성한 후, 다프트 펑크는 보통 장르가 정의된 방식으로 "14개의 하우스 트랙을 더 하고 싶지 않다"고 결정했고, 따라서 음반을 위해 다양한 스타일을 통합하기 시작했다. 이 음반에는 로만토니, 토드 에드워즈, DJ 스니크의 음악적 공헌이 담겨 있다. 드 오멩크리스토는 로만토니와 에드워즈가 다프트 펑크에 큰 영향을 끼친 프로듀서 중 두 명이라고 지적했다. 이 듀오는 그들과 함께 《Homework》에서 일하고 싶었지만, 다프트 펑크가 아직 상대적으로 알려지지 않았기 때문에 그들에게 그렇게 하도록 설득하는 것을 어려워했다. DJ 스니크는 〈Digital Love〉의 가사를 썼고 이 곡의 제작을 도왔다.

## 곡 목록
모든 곡들은 특별한 언급이 없는 한 토마 방갈테르와 기마누엘 드 오멩크리스토에 의해 작사/작곡하였다.
| #   | 제목                                   | 작사·작곡                                                   | 재생 시간 |
| --- | -------------------------------------- | ----------------------------------------------------------- | --------- |
| 1.  | 〈One More Time (Feat. 로만토니)〉     | 방갈테르, 드 오멩크리스토, 앤서니 무어                      | 5:20      |
| 2.  | 〈Aerodynamic〉                        |                                                             | 3:27      |
| 3.  | 〈Digital Love〉                       | 방갈테르, 드 오멩크리스토, 카를로스 소사, 조지 듀크         | 4:58      |
| 4.  | 〈Harder, Better, Faster, Stronger〉   | 방갈테르, 드 오멩크리스토, 에드윈 버드송                    | 3:45      |
| 5.  | 〈Crescendolls〉                       | 방갈테르, 드 오멩크리스토, 드와이트 브루스터, 앨레타 제닝스 | 3:31      |
| 6.  | 〈Nightvision〉                        |                                                             | 1:44      |
| 7.  | 〈Superheroes〉                        | 방갈테르, 드 오멩크리스토, 베리 매닐로우, 마티 팬저         | 3:57      |
| 8.  | 〈High Life〉                          |                                                             | 3:22      |
| 9.  | 〈Something About Us〉                 |                                                             | 3:51      |
| 10. | 〈Voyager〉                            |                                                             | 3:47      |
| 11. | 〈Veridis Quo〉                        |                                                             | 5:44      |
| 12. | 〈Short Circuit〉                      |                                                             | 3:26      |
| 13. | 〈Face to Face (Feat. 토드 에드워즈)〉 | 방갈테르, 드 오멩크리스토, 토드 에드워즈                    | 3:58      |
| 14. | 〈Too Long (Feat. 로만토니)〉          | 방갈테르, 드 오멩크리스토, 무어                             | 10:00     |

## 인증
| 국가                                                                                         | 인증        | 판매량/출하량 |
| -------------------------------------------------------------------------------------------- | ----------- | ------------- |
| 오스트레일리아 (ARIA)                                                                        | 골드        | 35,000^       |
| 벨기에 (BEA)                                                                                 | 플래티넘    | 50,000*       |
| 캐나다 (뮤직 캐나다)                                                                         | 골드        | 50,000^       |
| 덴마크 (IFPI Danmark)                                                                        | 플래티넘    | 20,000        |
| 프랑스 (SNEP)                                                                                | 3× 플래티넘 | 548,662       |
| 독일 (BVMI)                                                                                  | 골드        | 150,000^      |
| 일본 (RIAJ)                                                                                  | 플래티넘    | 200,000^      |
| 스위스 (IFPI 스위스)                                                                         | 골드        | 20,000^       |
| 영국 (BPI)                                                                                   | 2× 플래티넘 | 600,000^      |
| 미국 (RIAA)                                                                                  | 골드        | 805,000       |
| 요약                                                                                         |             |               |
| 유럽 (IFPI)                                                                                  | 2× 플래티넘 | 2,000,000*    |
| *판매량을 기반으로 한 인증 · ^출하량을 기반으로 한 인증 · 판매량+스트리밍을 기반으로 한 인증 |             |               |